# 931
931 је била проста година.

## Догађаји
- Заузимање града Сеуте од стране Омејада. Опасност од рата са Фатимидима приморава калифа Кордобе да створи мостобран у северној Африци.
- 13. мај — Аргентија, ћерка Омара ибн Хафсуна, и њен вереник, Франк Валфер, погубљени су у Кордоби након што су одбили да прихвате ислам.
- Успешан рат Хенрика I Птичара са словенским племеном Венда.
- Часлав Клонимировић, српски владар, уз подршку Византије, подиже устанак, услед чега је бугарски цар Петар I пристао на обнављање независности Српске државе.
- Хазарски цар Јосиф је „збацио многе необрезане“ у Хазарији.
- Изабран је нови папа Јован XI, , син папе Сергија III и Марозије.
- Краљ Алфонсо IV Леонски предаје круну свом брату Рамиру II и повлачи се у манастир.
- 931. (Датовање „Краљевских анала“) (или 932. или 933.) — Ерик Крвава Секира постаје краљ Норвешке. Почетак борбе између Еирика и његовог полубрата Хаакона I.

## Смрти
- Папа Стефан VII

- Христифор Лакапин

- Химено Гарсес

- Онека Санчес